# Porto Belo
Porto Belo é um município brasileiro do Estado de Santa Catarina.  Localiza-se a uma latitude 27º09'28" sul e a uma longitude 48º33'11" oeste, estando a uma altitude de 10 metros ao nível do mar. Sua população é de 21.388 habitantes (IBGE 2019).
Possui uma área de 93,632 km².
As cidades próximas de Porto Belo são Itapema, Balneário Camboriú, Bombinhas, Penha, Itajaí, Navegantes,Tijucas e Florianópolis.

## História
Estudos arqueológicos indicam que a região do município já é habitada há, pelo menos, 5000 anos.[carece de fontes?] A região era habitada por índios carijós, quando chegaram os primeiros navegadores, no início do século XVI.[carece de fontes?]
A região era originalmente conhecida como "Garoupas", recebendo navegadores, mas sem habitação permanente.
O primeiro colonizador e habitante permanente foi o português Domingos de Oliveira Rosa, que veio atrás do ouro e se instalou no município em 1703, mas não encontrou o minério e saiu do município.
A partir de 1753, açorianos se instalaram no município, incentivados pela Coroa Portuguesa, que queria povoar a Capitania de Santa Catarina para evitar a colonização espanhola.
Em 1818, pessoas oriundas de Ericeira se instalaram em Garoupas, fundando um vilarejo pesqueiro conhecido como "Nova Ericeira", nome que não pegou e o local continuou sendo conhecido como Garoupas.
Em 18 de dezembro de 1824, a vila de pescadores de Garoupas é elevada à categoria de freguesia, com o topônimo de Bom Jesus dos Aflitos de Porto Belo. O nome "Porto Belo" deriva do porto da cidade, em um local de belezas naturais.
Em 13 de outubro de 1832, a Freguesia de Bom Jesus dos Aflitos de Porto Belo é elevada à categoria de vila, com seu topônimo simplificado para Porto Belo. No entanto, em 1859, a vila é anexada a Tijucas, sendo restaurada em 1895. 
Durante dois anos, entre 1923 e 1925, a vila de Porto Belo voltou a pertencer novamente a Tijucas, alcançando sua emancipação definitiva somente em 1° de setembro de 1925, quando é criado o município de Porto Belo.
Em 21 de abril de 1962, o distrito porto-belense de Itapema é elevado à categoria de município.
Em 15 de março de 1992, é criado o município de Bombinhas, com território desmembrado de Porto Belo.[carece de fontes?]

## Características do município
O próprio nome já dá indicações do que é esse "paraíso". Um pequeno porto rodeado de belezas naturais, formando uma baía com suas praias, ilhas e costões, por onde passam grandes e luxuosos navios. Porto Belo é um convite à parada certa no roteiro de cruzeiros marítimos e viagens de férias.
Praia de poucas ondas, areia branca e fina possui área exclusiva para banhistas, separada de lanchas ou jet skis. O município  tem uma média de cem mil visitantes por temporada e oferece belos barcos, lanchas, e veleiros para passeios.

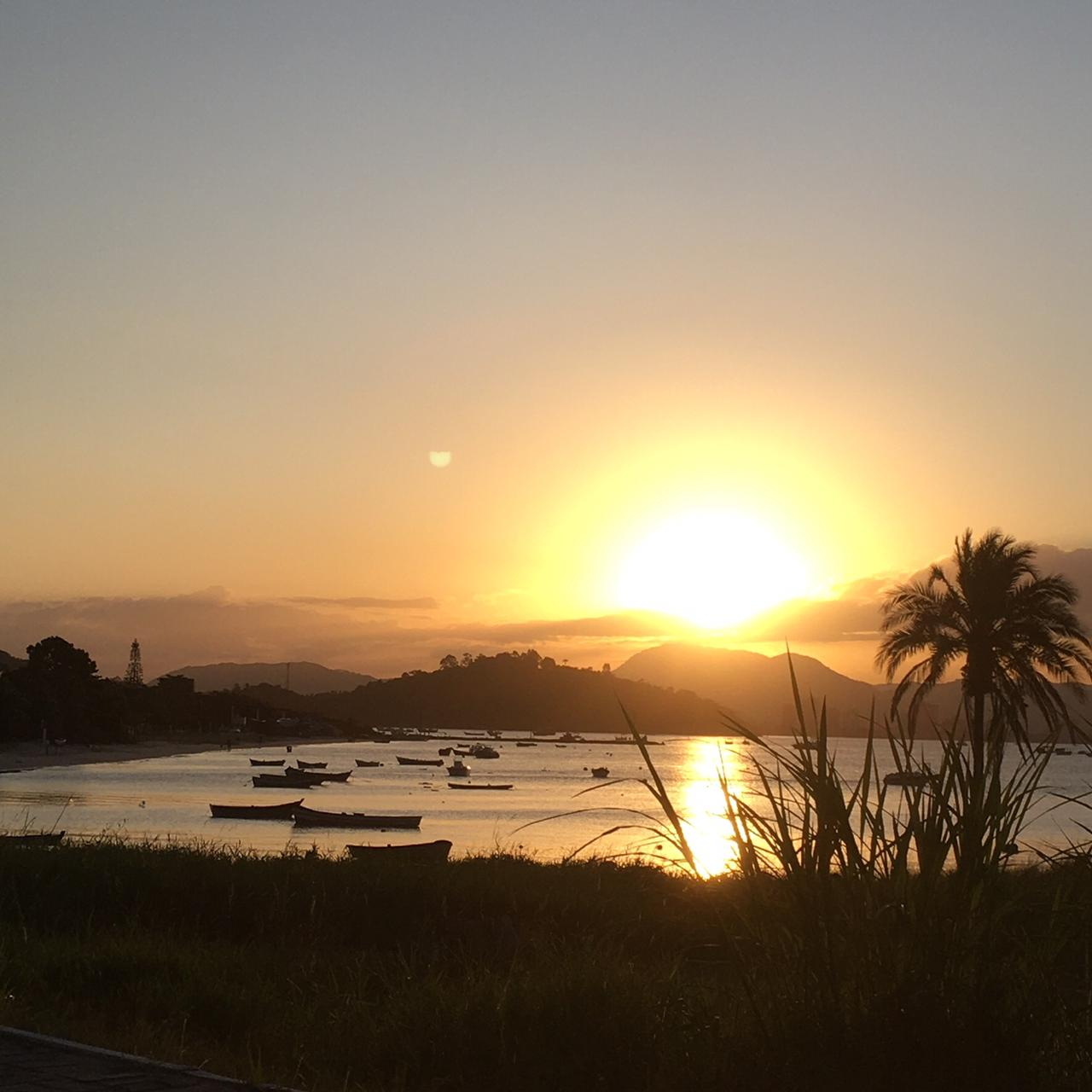
Pôr do Sol em Porto Belo - SC

A famosa Ilha de Porto Belo, com sua biodiversidade em flora e fauna, animais e aves, é um lugar exclusivo e único no litoral sul brasileiro. A ilha dispõe de ótimos pontos para mergulho e observação da vida marinha. Fatos históricos como a igreja de Bom Jesus dos Aflitos, construída com óleo de baleia pelas mãos dos escravos em 1814, e pedras com inscrições gravadas pelos antigos moradores há vários séculos, também chamam a atenção de quem passa pela cidade de Porto Belo.
Esportes náuticos, trilhas, passeios de escuna, mergulho livre, pescarias, passeios ecológicos, bares, restaurantes, hotéis, isso é apenas um pouco do que nosso Porto Belo tem a oferecer. 

### Infraestrutura
A infraestrutura hoteleira de Porto Belo é de excelente padrão, com oferta de 3.000 leitos. Pousadas e campings são outras opções de hospedagem. Há intenso comércio, com destaque para os quatro centros comerciais e, grande número de bares e restaurantes, pizzarias, churrascarias, self service e lanchonetes, além de várias casas noturnas. Porto belo é uma cidade de muitas belezas naturais tais como praias de águas muito claras: um berçário natural.[carece de fontes?]